# Божурово (Шуменская область)
Божурово (болг. Божурово) — село в Болгарии. Находится в Шуменской области, входит в общину Вырбица. Население составляет 280 человек.

## Политическая ситуация
В местном кметстве Божурово, в состав которого входит Божурово, должность кмета (старосты) исполняет Хайридин  Шабан Мустафа (Движение за права и свободы (ДПС)) по результатам выборов.
Кмет (мэр) общины Вырбица — Исмаил Мехмед Мехмед Движение за права и свободы (ДПС)) по результатам выборов.